# Cichiro (città)
Cichiro (in greco antico: Κίχυρος?, Kíchyros), più tardi chiamata Efira (in greco antico: Ἐφύρα?, Ephýra o Ἐφύρη, Ephýrē), era la capitale dell'antica Tesprozia; fondata da Tesproto, re dei Pelasgi e figlio di Licaone. Secondo Tucidide era situata vicino alla costa ma non si affacciava sul mare. La città è famosa perché sede del sito archeologico Necromanteion dell'Acheronte (Νεκρομαντεῖον "Oracolo della Morte").

## Mitologia
Neottolemo approdò a Cichiro quando tornò da Troia (Pind. Nem. 7.37-39) e Odisseo vi giunse per prendere del veleno per le sue frecce (Od. 1 .259f). Secondo la Telegonia Il re di Itaca ritornò a Efira dopo essere stato condannato ad un esilio di dieci anni da Neottolemo per la strage dei Proci. Odisseo pervenne nella terra di Tesprozia dove sposò la regina dei Tesprozi, Callidice, e da lei ebbe un figlio chiamato Polipete. Dopo la morte della regina l'eroe tornò ad Itaca, lasciando il regno nelle mani di Polipete. Teseo e Piritoo rapirono la moglie del re di Efira Adoneo, Persefone. Probabilmente questo è il motivo della presenza del Necromanteion dedicato, appunto, a Persefone e ad Ade. Eracle conquistò la città e con Astioche, figlia di Filante, concepì Tlepolemo. Tieste giunse a Kichyro in cerca di suo fratello Atreo. Atreo non era lì, ma Tieste trovò sua figlia, Pelopia. Non riconoscendola la prese in sposa e da questa unione nacque Egisto.

## Sito archeologico

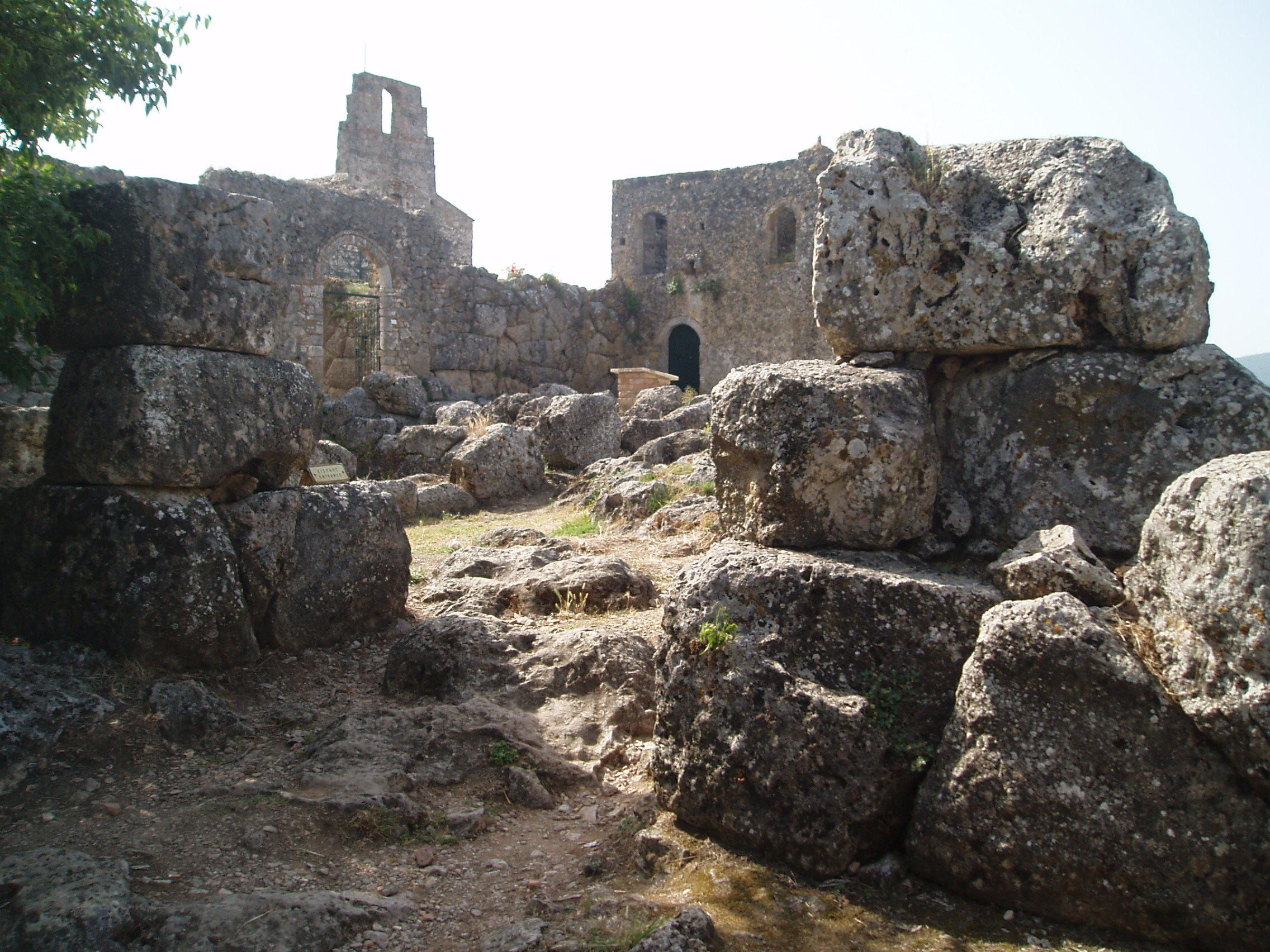
Necromanteion, Efira

Dell'antica città rimangono avanzi di mura poligonali nella località odierna di Xylòkastron, circa 15 km a SE di Parga. Il principale monumento del sito è il Necromanteion dell'Acheronte.